# Korelicze
Korelicze (biał. Карэлічы) – osiedle typu miejskiego na Białorusi, centrum administracyjne rejonu w obwodzie grodzieńskim; 6,8 tys. mieszkańców (2010).
Siedziba prawosławnego dekanatu korelickiego i wchodzącej w jego skład parafii pw. Świętych Apostołów Piotra i Pawła, a także parafii rzymskokatolickiej pw. Matki Bożej Nieustającej Pomocy.
Prywatne miasto magnackie położone było w końcu XVIII wieku w powiecie nowogródzkim województwa nowogródzkiego. W okresie II Rzeczypospolitej miejscowość była siedzibą wiejskiej gminy Korelicze.

## Historia

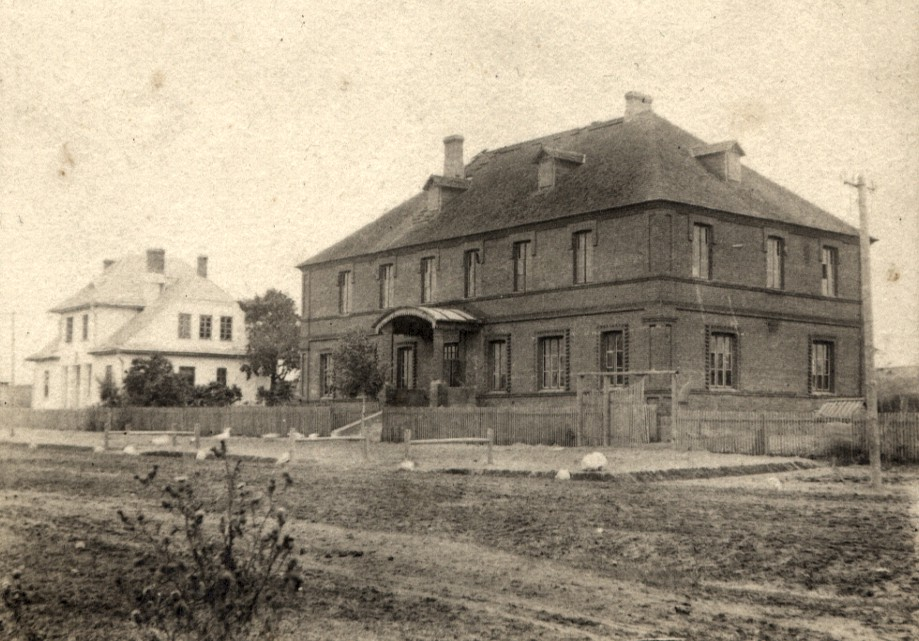
Szkoła w Koreliczach za czasów II Rzeczypospolitej

W XVII wieku Korelicze należały do Radziwiłłów i odgrywał ważną rolę w systemie dóbr litewskich, jako ośrodek administrowania majątkiem, a także jako przystanek w podróżach ordynatów do Nowogródka i Wilna. W inwentarzu sporządzonym w 1646 roku, wymieniany jest istniejący w Koreliczach obszerny drewniany dwór z portykiem nazwany „Domem Wielkim”. Przed pokojem księcia znajdował się „ogród włoski” obsadzony różnymi ziołami. W połowie XVII wieku dwór ten przestał istnieć – prawdopodobnie został zniszczony podczas wojen moskiewskich. W Koreliczach ostał się jedynie drugi budynek określany jako „dom urzędniczy”. Przy nim, w 1686 roku, założono kolejny „ogród włoski”, złożony z pięciu kwater. Dopiero w 1700 roku Karol Stanisław Radziwiłł wzniósł tutaj bardziej okazały drewniany dwór. Anna z Sanguszków Radziwiłłowa przekształciła folwark korelicki w barokową rezydencję z ogrodem. Wtedy też zbudowano w Koreliczach barokowy piętrowy pałacyk w formie willi z belwederem widokowym na trzeciej kondygnacji z ogrodami tarasowymi, altanami, figarnią i oranżerią. Zespół ten obecnie nie istnieje, a w jego miejscu znajduje się zakład przemysłowy.
Podczas okupacji hitlerowskiej, 4 lutego 1942 roku Niemcy utworzyli getto dla żydowskich mieszkańców. Przebywało w nim około 1500 osób. 2 czerwca 1942 roku Niemcy zlikwidowali getto, a Żydów wywieziono do getta w Nowogródku, starych i chorych zamordowano w getcie. 

## Urodzeni
- Icchak Kacenelson (1886–1944), żydowski poeta i dramaturg, tworzący po hebrajsku i w jidysz
- Walenty Romanowicz (1911–1945), polski malarz, rzeźbiarz i grafik.

## Galeria

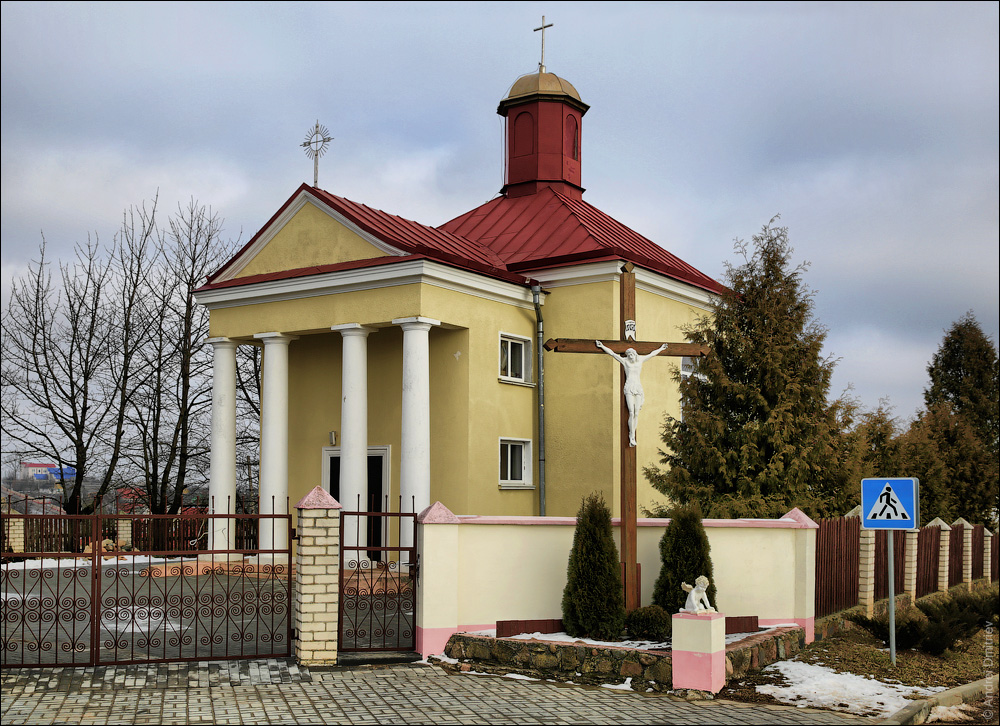
Kościół Matki Boskiej Nieustającej Pomocy
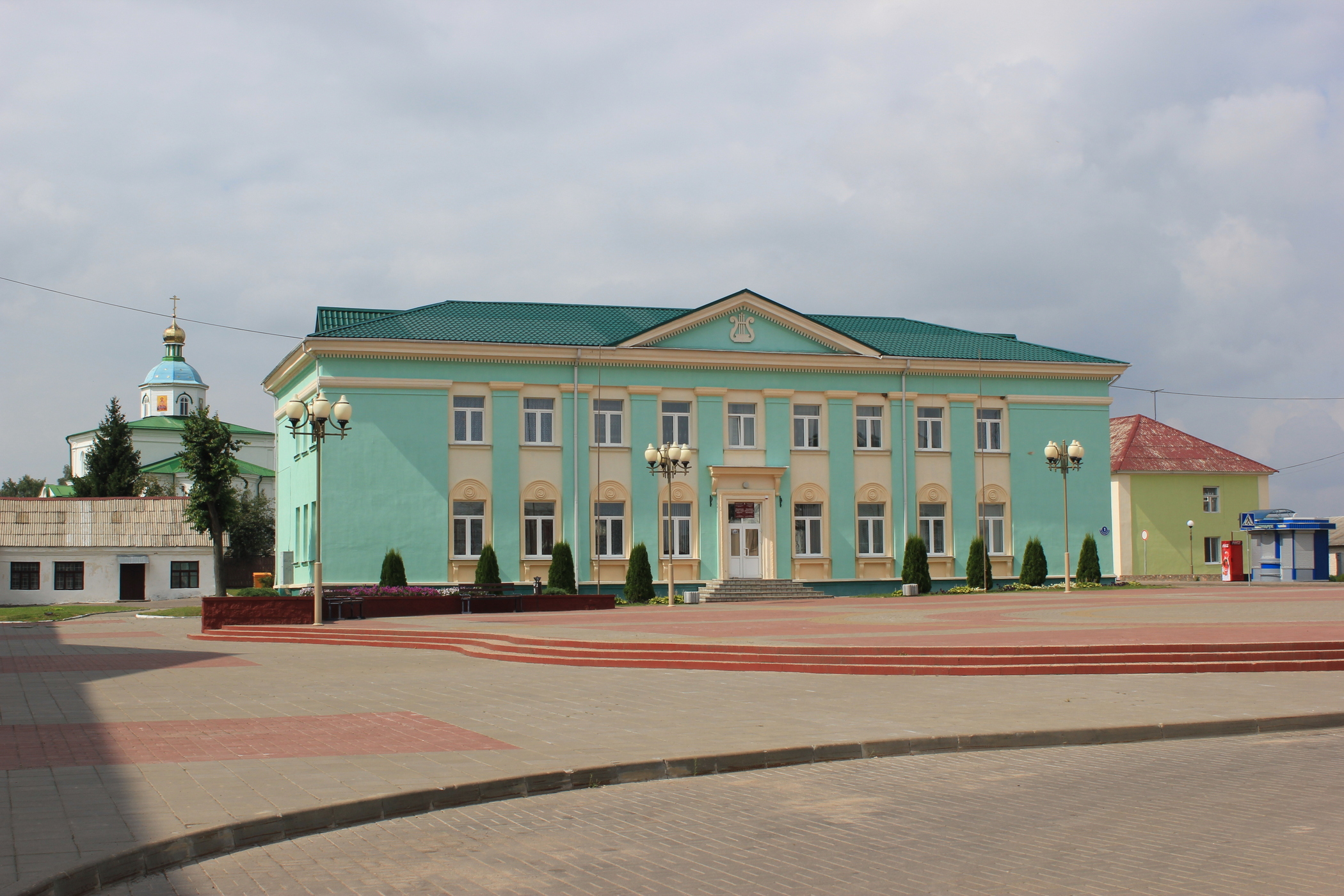
Ratusz
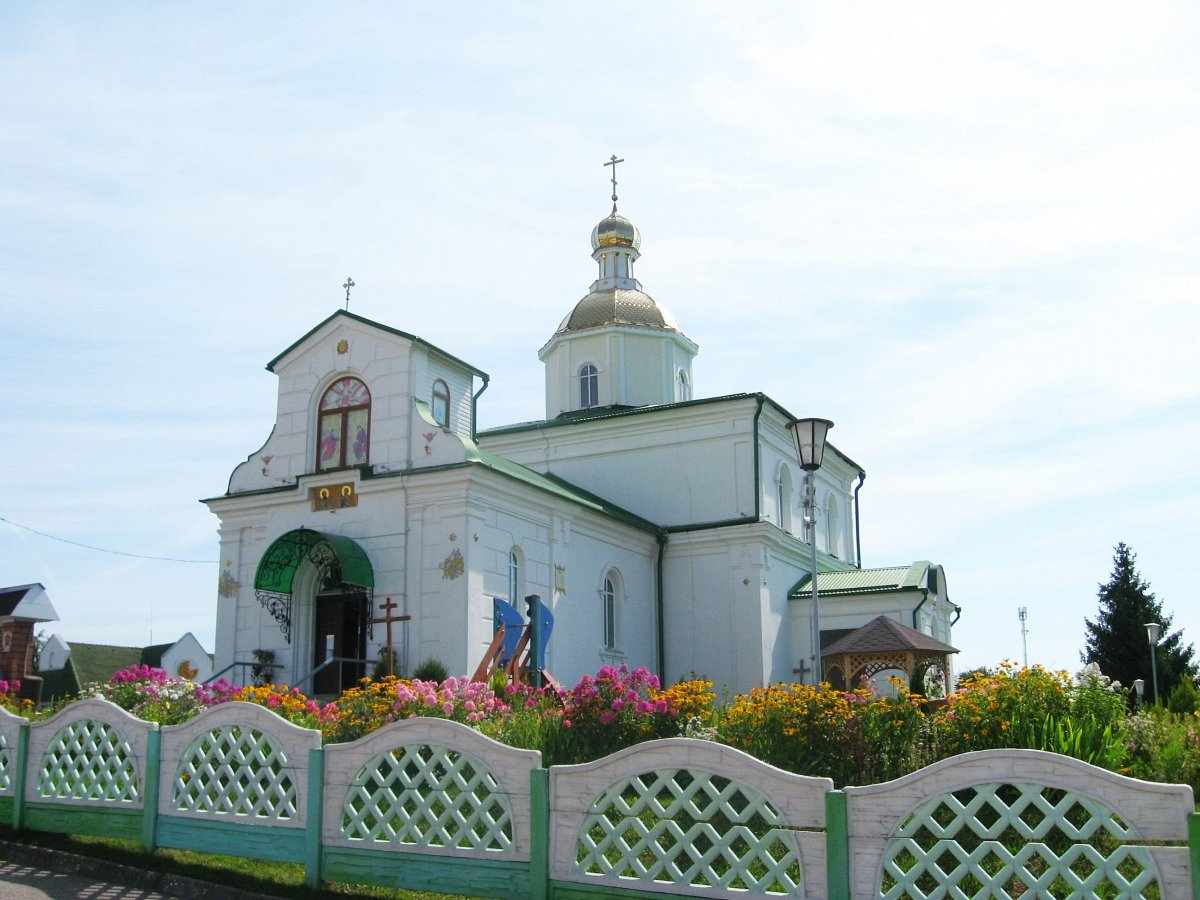
Cerkiew śś Piotra i Pawła
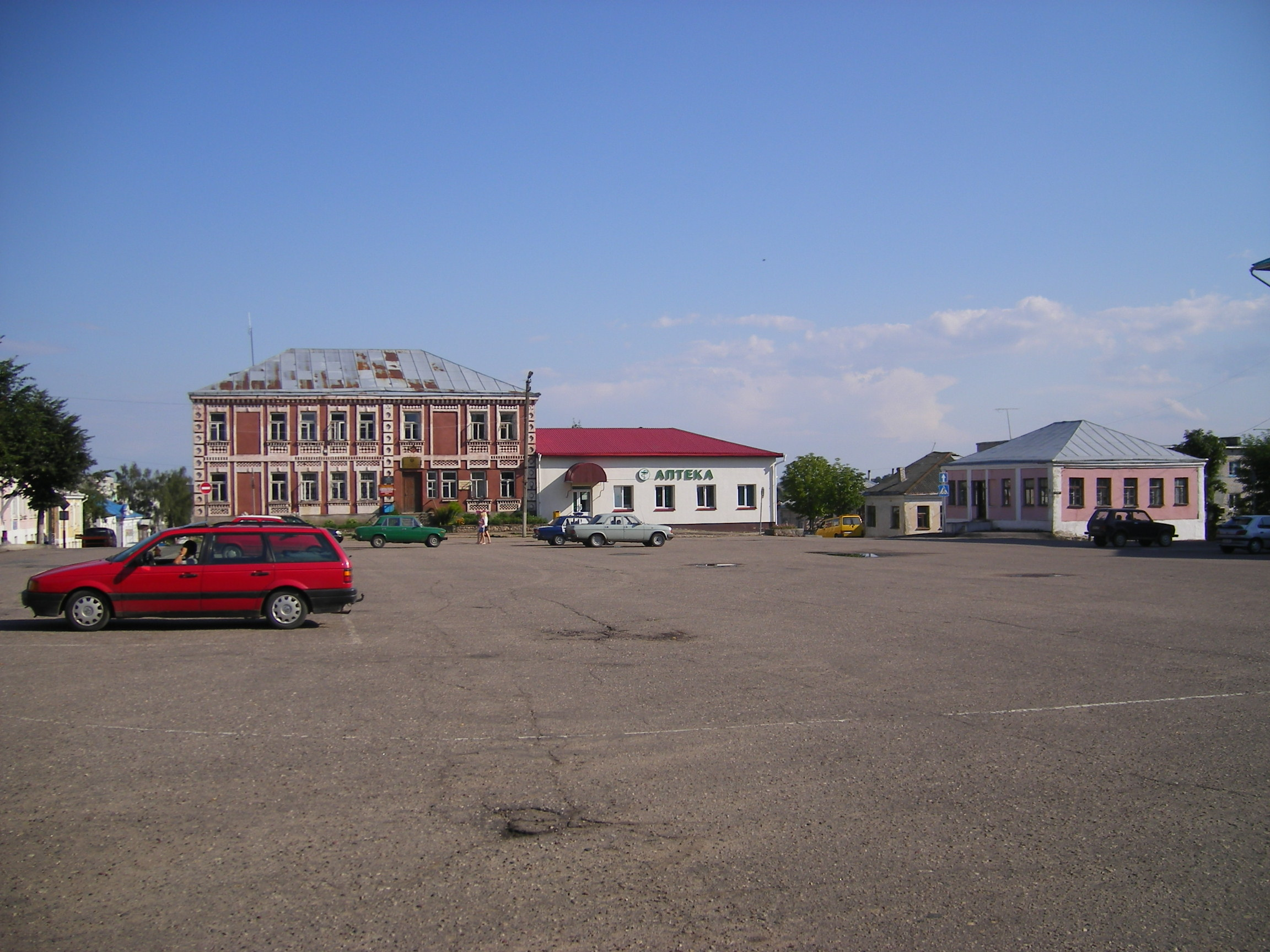
Rynek
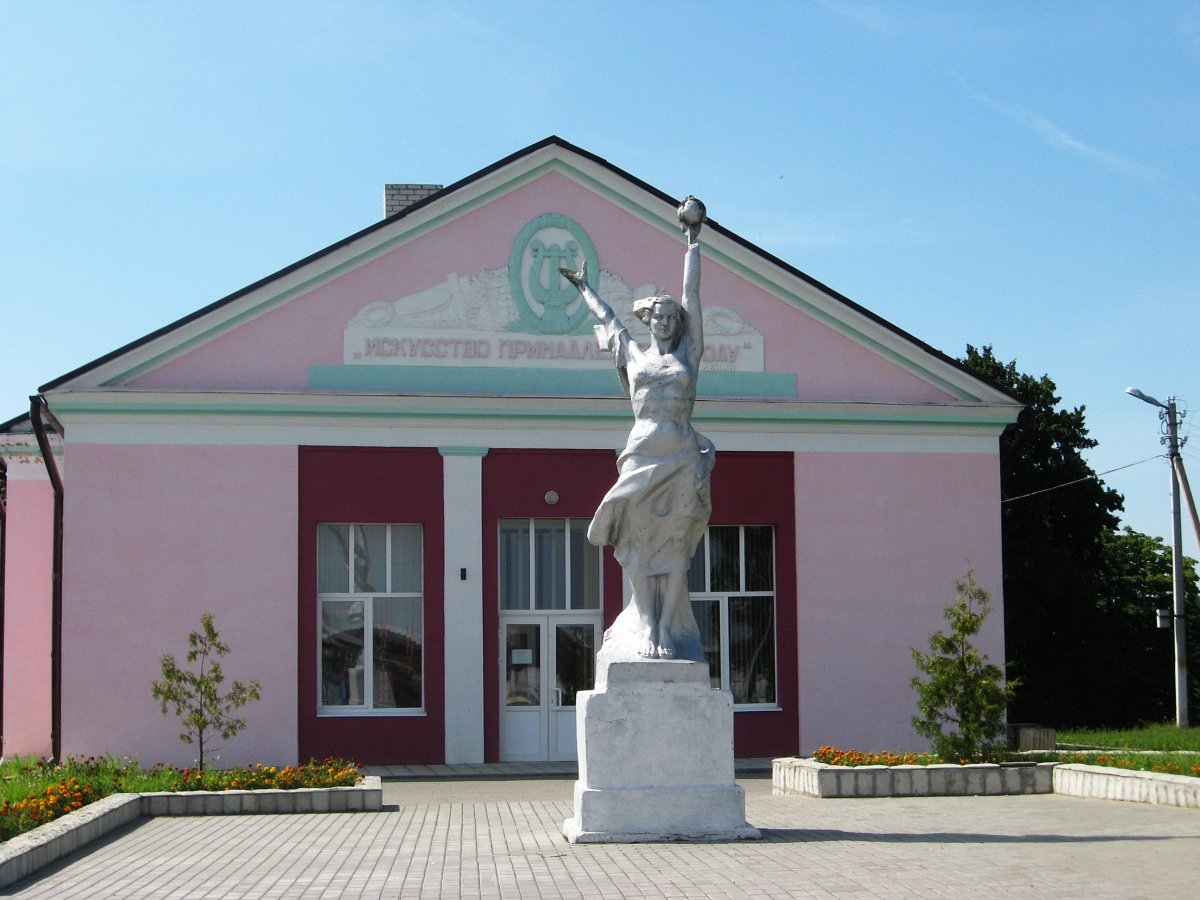
Dom kultury

## Miasta partnerskie
- Pobiedziska